# Freddy Eastwood
Frederick „Freddy“ Eastwood (* 29. Oktober 1983 in Basildon) ist ein walisischer Fußballspieler mit Roma-Herkunft. Der Stürmer steht aktuell beim englischen Zweitligisten Coventry City unter Vertrag und ist aktueller Nationalspieler der „Dragons“.

## Sportlicher Werdegang
Eastwood trat im Jahr 1999 der renommierten Jugendakademie von West Ham United bei. Zuvor hatte er bereits bei Southend United sein Talent gezeigt, dann aber die Londoner Ausbildungsstätte vorgezogen. In der Nachwuchsmannschaft der „Hammers“ spielte er gemeinsam mit den späteren Nationalspielern Jermain Defoe, Anton Ferdinand und Glen Johnson, wurde aber letztlich von dem damaligen Trainer Glenn Roeder als nicht gut genug befunden und aussortiert. Es sah danach aus, dass Eastwood eine Karriere im Profifußball verwehrt bleiben sollte und so ging er zeitweise einem bürgerlichen Beruf als Autoverkäufer nach. Fußball spielte er ab August 2003 beim unterklassigen Klub Grays Athletic; er schoss dort in der Saison 2003/04 auf Anhieb 37 Pflichtspieltore, wodurch er wiederum die Aufmerksamkeit von Profiklubs auf sich zog, darunter Northampton Town, Swindon Town, Charlton Athletic und sein Jugendklub Southend United.
Die Wahl fiel auf den zuletzt genannten Viertligisten. Er wechselte zunächst im Oktober 2004 auf Leihbasis zu den „Shrimpers“ und gab einen beeindruckenden Einstand, als er nach nur 7,7 Sekunden sein erstes Tor schoss und damit einen Rekord im englischen Profifußball in Bezug auf den schnellsten Treffer eines Debütanten aufstellte. Mit zwei weiteren Toren sorgte er fast im Alleingang für den 4:2-Sieg gegen den damaligen Spitzenreiter Swansea City. Ab November 2004 heuerte Eastwood dann – mit einem Dreijahresvertrag ausgestattet – dauerhaft bei Southend United an und feierte sofort seinen Durchbruch. Mit insgesamt 24 Treffern in der Spielzeit 2004/05 war er maßgeblich dafür mitverantwortlich, dass sein Team das Play-off-Finale zum Aufstieg in die dritte Liga erreichte und dieses gegen Lincoln City im Millennium Stadium zu Cardiff mit 2:0 auch siegreich gestaltete – den ersten Treffer im Spiel erzielte er zudem selbst. Endgültig in den „Heldenstatus“ beförderte er sich nach einem weiteren Jahr, als er 23 Tore schoss, damit gemeinsam mit Billy Sharp von Scunthorpe United die Torjägerkrone der Football League One errang und den direkten Durchmarsch in die zweitklassige Football League Championship sicherstellte. Für die Aufstiegsentscheidung hatte er dabei mit zwei Treffern zum 2:2-Remis bei Swansea City wieder selbst gesorgt. In seinem ersten Zweitligaspiel gegen Stoke City schoss Eastwood bereits seinen 50. Treffer für die „Shrimpers“, aber nach dem 1:0-Sieg tat sich seine Mannschaft in der Saison 2006/07 schwer und stieg am Ende umgehend wieder in die Drittklassigkeit ab. Dem stand wiederum ein Höhepunkt gegenüber, als Eastwood per Weitschuss das einzige Tor zum 1:0-Überraschungssieg gegen Manchester United im Ligapokal schoss.
Es folgte im Juli 2007 mit der Unterschrift unter einen Vierjahresvertrag mit den Wolverhampton Wanderers und einer Ablösesumme in Höhe von 1,5 Millionen Pfund der vermeintlich nächste Entwicklungsschritt. Wie zuvor in Southend zeigte sich Eastwood auch bei den „Wolves“ in der Saison 2007/08 früh in Form, erzielte bei seinem Debüt gegen Bradford City sein erstes Tor und traf auch in den ersten beiden Ligaspielen drei Mal. Dadurch wurde er zum besten Zweitligaspieler des Monats August gewählt, aber nach zunehmenden Torflauten fiel er in den folgenden Monaten in der Hackordnung hinter Andy Keogh, Jay Bothroyd, Kevin Kyle sowie Sylvan Ebanks-Blake zurück und saß zeitweise sogar noch nicht einmal auf der Ersatzbank. Im März 2008 scheiterte ein Wechsel zu Coventry City in letzter Minute, aber zum Ende der Saison legte Trainer Mick McCarthy ihm einen Vereinswechsel nahe. Mit nur drei Toren in 35 Spielen – davon allerdings auch nur zehn Partien von Beginn an – blieb er nach Ansicht seines Trainers ein Fremdkörper im Spiel der Wolves.
Mit viermonatiger Verspätung ging Eastwood dann doch zum Zweitligakonkurrenten Coventry City und 1,2 Millionen Pfund Ablösesumme wechselten den Besitzer in umgekehrter Richtung. Eine Woche nach dem ersten Spiel für seinen neuen Klub am 9. August 2008 gegen Norwich City (2:0) traf er erstmals beim 2:1-Sieg gegen den FC Barnsley für die „Sky Blues“, blieb aber auch in der Spielzeit 2008/09 hinter früheren Torquoten weit zurück, was wiederum auch darauf zurückzuführen war, dass er im späteren Verlauf der Saison häufiger die Position im linken Mittelfeld bekleidete.

## Walisische Nationalmannschaft
Aufgrund des in Wales geborenen Großvaters väterlicherseits ist Eastwood für die walisische Nationalmannschaft spielberechtigt. Dort stand er zum ersten Mal für die anstehenden Partien im Mai 2006 gegen Neuseeland und kurze Zeit später für das EM-Qualifikationsspiel gegen Tschechien im Kader, musste seine Teilnahme jedoch verletzungsbedingt absagen. Er bestritt unter Trainer John Toshack sein erstes Länderspiel schließlich am 22. August 2007, schoss das einzige Tor zum 1:0-Auswärtssieg gegen Bulgarien. und blieb im Jahr 2008 trotz seiner Schwierigkeiten in Wolverhampton eine feste Größe im Offensivspiel der „Dragons“. Ein weiterer Nachweis dafür waren am 26. März 2008 seine beiden Treffer zum 2:0-Sieg gegen Luxemburg.